# Адам Людвіг Левенгаупт
Граф А́дам Лю́двіґ Левенга́упт (швед. Adam Ludwig Lewenhaupt; нар. 15 квітня 1659, неподалік Копенгагена — пом. 12 лютого 1719, Москва, Московське царство) — шведський генерал, граф, королівський радник.

## Життєпис

### Ранні роки та початок кар'єри
Адам Людвіґ Левенгаупт народився 15 квітня 1659 року польовому таборі у Шелланді, неподалік Копенгагена у сім'ї Людвіга Вайріка (Віріха) Левенгаупта. Адам рано осиротів, але все ж дістав можливість здобути добру освіту, а за його вихованням наглядали опікуни, насамперед риксдротс (від швед. riksdrots — тимчасовий правитель) Пер Браге. 1671 року Левенгаупт вступив до Лундського університету, після чого він навчався ще й у містах Упсалі та Ростоку, там він виборов першість 1682 року і нарешті здійснив поїздку в освітніх цілях до Франції. Його велика книжна освіченість породить у подальшому його армійське прізвисько «латинський полковник».
Провчившись в університетах Лунда, Уппсали та Ростока, Левенгаупт думає про кар'єру дипломата. Проте склалася така обстановка, що він втрачає бажання до того роду занять і замість цього стає військовим спершу в чужоземних арміях, а потім і на шведській службі. Таким чином, попри те, що в 1684 році Левенгаупт у званні кавалера посольства супроводжує шуряка Конрада Ґілленст'єрна в повноважному представництві, відрядженому до Москви, повернувшись додому він вирішує — хоча й без особливого ентузіазму — засвоїти військову професію. Адам Людвіг стає корнетом кавалерійського полку Нільса Більке на баварській службі 1685 року та бере участь у боях з турками та Угорщиною. У 1686 році його підвищують до ротмістра. Після відвідання Швеції він іде 1689 року на нідерландську службу як майор найманого піхотного полку полковника Нірота, що належав до шведських допоміжних сил, які мали підсилювати Нідерланди проти Франції у т. зв. війні за успадкування трону Пфальцу. 1690 року одружується зі своєю двоюрідною сестрою, графинею Брітою Доротеєю Левенгаупт, одночасно просувається по щаблях кар'єри до звання підполковника в 1691 році та полковника в 1697 році, бере відпустку з нідерландськоі служби в 1698 році, так і не взявши участі у жодній істотній сутичці.

### Роль у Північній війні
Коли в 1700 році спалахує Велика Північна війна, його призначають полковником новоствореного пішого полку «тременінг» (tremänning). Йому присвоюють звання генерал-майора 1703 року, генерал-лейтенанта — 1705 року і генерала — 1706 року. Коли Карл ХІІ вступає в 1702 році у Польщу, Левенгаупт залишається в Курляндії з військами, які мають обороняти прибалтійські провінції від росіян і забезпечувати зв'язки між головною шведською армією та батьківщиною. Левенгаупт, який після своєї перемоги під Салатами 1703 року був призначений виконувачем обов'язки губернатора Курляндії, Пілтене і Семигалії та одночасно верховним головнокомандувачем військ у Курляндії, спромагається стримати чисельно більші сили ворога. Свої наступні перемоги він здобуває під Якобштадтом (1704) та Ґемауертгофом (1705) і тепер його можна вважати одним із чільних генералів Карла XII. Його призначають у 1706 році губернатором Риги і в тому самому році він стає верховним головнокомандувачем шведської армії, дислокованої у Лівонії, Курляндії і Литві.
В іншому джерелі, каталозі «Петро Великий і Карл ХІІ у війні та мирі», упорядник Пер Сандін, 1998 року, у тексті під портретом зазначено: «1705 року його призначили губернатором Риги і він прийняв командування шведськими військами в Ліфляндії, Курляндії і Земгалії.»

#### Початок провалу
Між тим, росіяни скупчили проти Левенгаупта основні сили і їм таким чином вдалося потроху захопити Курляндію, але вони не зуміли відрізати Ригу. Операції Левенгаупта у прибалтійських провінціях мали неабияке значення і для воєнного становища тим, що вони змусили росіян відокремити великі сили для цього театру воєнних дій.
Коли 1708 року Карл ХІІ вирушає на Росію, щоб вирішити долю війни, Левенгаупт одержує наказ прорватися від Риги з 16000-ним (не рахуючи супровідних сил) резервом навіть за рахунок головної армії та приєднатися до власних військ короля. Виступ відтягувався до кінця червня, на місяць пізніше від наміченого строку, і відхід потім пішов дуже повільно. Не можна було сказати, що причини цього були цілком з'ясовані. Вказувалося на труднощі спорядити та втримати разом великі та важкі обози, просуваючись із ними розкислими від дощів шляхами тощо, але ніхто так і не зумів побачити значущу причину зволікання в недостатньому завзятті з боку Левенгаупта і в недостатній його спроможності підтримати дисципліну. Даремно прочекавши місяць на Левенгаупта в Могилеві та одержавши помилкові дані про його положення, Карл ХІІ нарешті змінив напрям походу і рушив на південь до Сіверщини (Severien), через що відстань між Левенгауптом і головною армією побільшала. Росіяни тепер дістали нагоду накинутися на Левенгаупта наодинці. У бою під Лісною Левенгауптові вдалося, безумовно, пробитися, але він припустився великих втрат у живій силі і йому довелося покинути артилерію і обози. Немаловажною причиною невдалого закінчення була перебільшена обачність Левенгаупта. Бій був першою з великих невдач, з якими стикалися шведи у своєму поході проти Росії. Левенгаупт, якого попри його невдачі милостиво прийняв король, тепер ішов за головною армією, спочатку без підпорядкованих йому солдатів. У битві під Полтавою він керував піхотою. Вважається, що погане співробітництво між ним і фельдмаршалом Реншильдом призвело до нещасливого фіналу. Потім він умовив короля залишити армію та перейти Дніпро, сам прийняв верховне командування розбитими військами, з якими він капітулював під Переволочною. Йому сильно докоряли за намагання перед тим, як було прийнято вирішальну ухвалу, прислухатися, чи рядовий склад хоче воювати чи ні, але, втім, його відповідальність за капітуляцію розцінювалася дуже по-різному. Карл ХІІ, який в інакших випадках ставився до своїх генералів з доброзичливістю та розумінням, суворо покарав його, відвернувшись від нього. Він вважав, що поведінка Левенгаупта «ганебним чином суперечила наказу і етикету солдата та спричинила непоправні втрати, більші від яких просто не можуть бути, якби навіть той наважився і на найбільш надзвичайні заходи». Безсумнівно, що Левенгаупт не впорався з сумнівною ситуацією та, що він не спромігся утримати свій авторитет.
Впродовж своєї служби в чужоземних арміях Левенгаупт познайомився з методичним нідерландським воєнним мистецтвом з його застиглою лінійною тактикою, і, здавалося, його міцно захопили ці принципи. Тим-то він, здається, ніколи не був таким собі прибічником сучаснішого і багатого на несподіванки воєнного мистецтва Карла ХІІ. Сам він був сумлінним та ретельним, коли йшлося про планування операції, і просувався до завершення з обачністю, але не зі швидкістю та енергією, чим вирізнявся король. У полоні в Росії Левенгаупт писав звіт про свій похід. Він набув характеру повісті про запеклу оборону і як історичне джерело застосовується з великою обережністю. Сам він постає в ньому як песиміст і дратівливий, та подає себе оточеним ворогами та заздрісниками. Відколи Піпер помер, а Реншильда виміняли, Левенгаупт був найвизначнішим зі шведських військовополонених, і він провів велику роботу, щоб утримати їх разом та щоб полегшити їхнє існування. Ульріка Елеонора призначила його в 1718 році королівським радником.
Деякі російські історіографи вважають, що Левенгаупт — як і все оточення Карла ХІІ з ним самим включно — не розумів всієї російської військової тактики. Навіть коли, вгамувавшись, генерал Левенгаупт заговорив про відхід, то, по-перше, і він зрозумів це занадто пізно, і сама можливість відходу стала більш чи менш проблематичною, а по-друге, і він теж до кінця не осягнув своїм розумом всього, що трапилось.

#### Винуватець провалу в листі Карла ХІІ до сестри
З притаманною йому зарозумілістю та вірою у власну несхибність Карл XII настирливо прагнув довести, що, власне, головна річ була не в програші Полтавського бою, але в тому, що Левенгаупт здався із залишком армії біля Переволочної. Графиня Левенгаупт, яка знала, що її бідолашного чоловіка, який знемагає в полоні (звідки він уже ніколи не повернувся), згублено, як і всю шведську армію, вбивчими політичними та стратегічними прорахунками короля, написала в 1712 році сестрі короля, принцесі Ульріці Елеонорі, лист, у якому виправдувала свого чоловіка.
Ульріка Елеонора цілковито стала на її сторону, розуміючи, що Переволочна була прямим і неминучим наслідком повного розгрому шведів у Полтаві. Та ось що відповів сестрі Карл. Цей лист — цікавий історичний та психологічний документ. «Що стосується прохання графині Лейонхуфвуд (Карл XII, як тоді було заведено при дворі, точно перекладає з німецької на шведську прізвище Левенгаупт „левова голова“), яке ви мені зблаговолили переслати, то воно полягає у тому, що вона (графиня) дуже хоче спробувати вибачити поведінку її чоловіка на Дніпрі. Я би дуже бажав, щоб справа виглядала саме так, щоб я міг погодитися, що провина не лежить на її чоловікові. Одначе справа надто ясна та незаперечна, що він діяв ганебним чином всупереч велінню і солдатському обов'язкові та заподіяв непоправної шкоди, якої в жодному випадку не могло би бути більше, навіть якби він відважився на найбільшу крайність. Раніше він завжди поводився достославно і гарно, та цього разу, однак, йому відняло здоровий глузд, отож йому навряд чи можна буде в майбутньому що-небудь доручити. Тому що така капітуляція, на яку він пристав, занадто небезпечна дія вже хоча б внаслідок (кепського) прикладу. Якщо не вважати її гідною покарання, то й найкраща армія буде завжди в небезпеці через незначні випадки потрапити в руки противника і таким чином відразу втратити свою славу, яку вона довго собі заслуговувала в боях. Я не думаю, що він це зробив з упередженого злого умислу чи через особисте боягузтво. Однак на війні це не вибачення, але він, ймовірно, зовсім втратив голову та занадто занепав духом, щоб напасти (на ворога), як повинен робити генерал, коли справа стоїть погано, бо тоді це безвідповідально — дати помітити свою нерішучість, як він це зробив. Якби він мене не запевняв зовсім у іншому, то я б його там не залишив. Та він сам запропонував узяти на себе верховне командування. Я спершу сам не хотів відходити, а довго обмірковував. Але оскільки мене запевнили, що виконають мій наказ, що ми, безсумнівно, зустрінемось коло Очакова і що він (Левенгаупт) докладе превеликого старання, щоб зберегти людей та спалити обоз (одначе нічого цього не було виконано), то я переправився через Дніпро і пішов до Очакова. Позаяк я через мою ногу не міг ніяк сісти на коня, то я вважав за необхідне спочатку прибути в Очаків, щоб звідти мати змогу відправити потрібні листи про полтавську битву до шведської армії в Польщі, щоб вона одержала правильний зв'язок і зачекала, доки я до них пройду з військами, які я залишив Лейонхуфвуду. І в Швецію було послано з Очакова листи, щоб поповнити полки рекрутами. В усякому випадку і я теж дав маху: я забув передати далі по армії всім іншим генералам та полковникам, що там перебували, той наказ, який знали тільки Лейонхуфвуд і Крейц. Тоді б ніколи не трапилось того, що сталося, тому що всі інші начальники були здивовані та не знали ніякого наказу, бо їм його не повідомили, і не знали вони, ні куди зі своїми полками їм слід рушити, ні куди я від'їхав. Я ось тому й думав про те, щоб з ними всіма говорити. Але позаяк я мав багато дрібних справ і розпоряджень, і я тому повинен був з багатьма порозумітися і притому марудитися з фельдшерськими перев'язками, то я забув перемовитися з усіма про мій наказ так, як це мав би зробити, і це була велика помилка з мого боку. Та почасти мені можна вибачити, позаяк я був поранений і мав привести до ладу в цей час свою ногу, я міг дещо забути, особливо позаяк різні люди з тих, які були здорові, мало про що думали і тільки розпиналися в скаргах, що цього разу було зовсім не потрібно та дуже шкідливо. Ніяк не можна звалити провину на офіцерів і рядових, начебто вони не хотіли битися і зробити все, що від них вимагали».
Він грубо помилявся або свідомо обманював сестру, коли писав, буцімто солдати та офіцери були готові битися біля Переволочної. Вони рішуче були вже не спроможні до бою в цей момент. Нещире і недобросовісне бажання представити справу в цілковито хибному світлі та звалити провину за свою поразку під Полтавою на Левенгаупта позначається в кожному рядку цього листа. Вкрай жахливі помилки вторгнення у чужу країну ціною втрати армії, незбагненна легковажність затіяного генерального бою з чотирма гарматами проти великої артилерії противника, з армією майже вдвічі меншою, ніж у противника,— все це «незначний інцидент», і взагалі битву програв не він, Карл, при Полтаві, а Левенгаупт під Переволочною.
У книжці відомого шведського історика Петера Енґлунда «Полтава» Левенгаупт описується як «дуже старанний воїн, компетентний, самовпевнений, ревний віруючий та інтелігентний».
Прах Левенгаупта було перевезено на батьківщину в Швецію і поховано у церкві Ріддаргольм у Стокгольмі.